# ناثان بيشوب
ناثان بيشوب (بالإنجليزية: Nathan Bishop)‏ هو لاعب كرة قدم بريطاني في مركز حراسة المرمى، ولد في 15 أكتوبر 1999 في هيلينغدون ‏ في المملكة المتحدة. لعب مع مانشستر يونايتد ونادي ساوثيند يونايتد.

## وصلات خارجية
- ناثان بيشوب على موقع قاعدة بيانات كرة القدم.إي يو (الإنجليزية)
- ناثان بيشوب على موقع Soccerbase.com (لاعب) (الإنجليزية)
- ناثان بيشوب على موقع Soccerway.com (الإنجليزية)